# Детский парк (Саратов)
Детский парк стал третьим большим парком Саратова, появившись после Городского парка и сада "Липки", следующим был создан Парк Победы. Детский парк занимает около 6 гектаров и располагается между улицами Советская, Астраханская, Рабочая и Пугачёва.

## История
Современная территория Детского парка в 1880-х годах стала именоваться Полтавской площадью. В 1888 году на ней был построен храм во имя просветителя Руси святого князя Владимира. Территория вокруг храма постепенно была благоустроена, в 1903–1904 годах был высажен сад, окружённый оградой вдоль трамвайных путей. В начале 1930-х годов Владимирский храм был полностью разрушен, а на его месте был построен стадион. Из всех зданий храмового комплекса сохранился только дом причта, который ныне занимает Центр детского и юношеского творчества Фрунзенского района. Парк на Полтавской площади был приведён в порядок, получил название Детского парка и был открыт 6 августа 1936 года. Территория Детского парка благоустраивалась на протяжении всех лет его существования. В 1930-е годы построили стадион, проводились спортивные соревнования и праздники, развивались спортклубы, зимой заливался каток. Парк был украшен гипсовыми и бетонными скульптурами. В 1950-1960 годы постепенно были заменены старые зелёные насаждения на молодые. Появились асфальтированные аллеи, киноплощадка на открытом воздухе, детская библиотека, зверинец, тир.
На территории Детского парка на углу улиц Рабочая и Пугачёвская в 1965–1966 годах по проекту архитектора В. И. Скоробогатова был возведён спортивный комплекс "Юность". Сегодня спорткомплекс является важным центром детско-юношеского спорта Саратова.
В 1970-е годы появилось кафе "Ромашка" и фонтан, который позже перестраивался несколько раз. В 1990-е годы парк постепенно приходил в упадок. В 2000-х годах началась постепенная реконструкция парка и были обновлены все детские площадки. Немного в стороне от исторического места на другом углу парка в 2005-2010 годах был вновь построен Владимирский храм.
Летом 2022 года проведена полная реконструкция стадиона с заменой покрытия, трибуны и прочего спортивного инвентаря.

## Фотографии

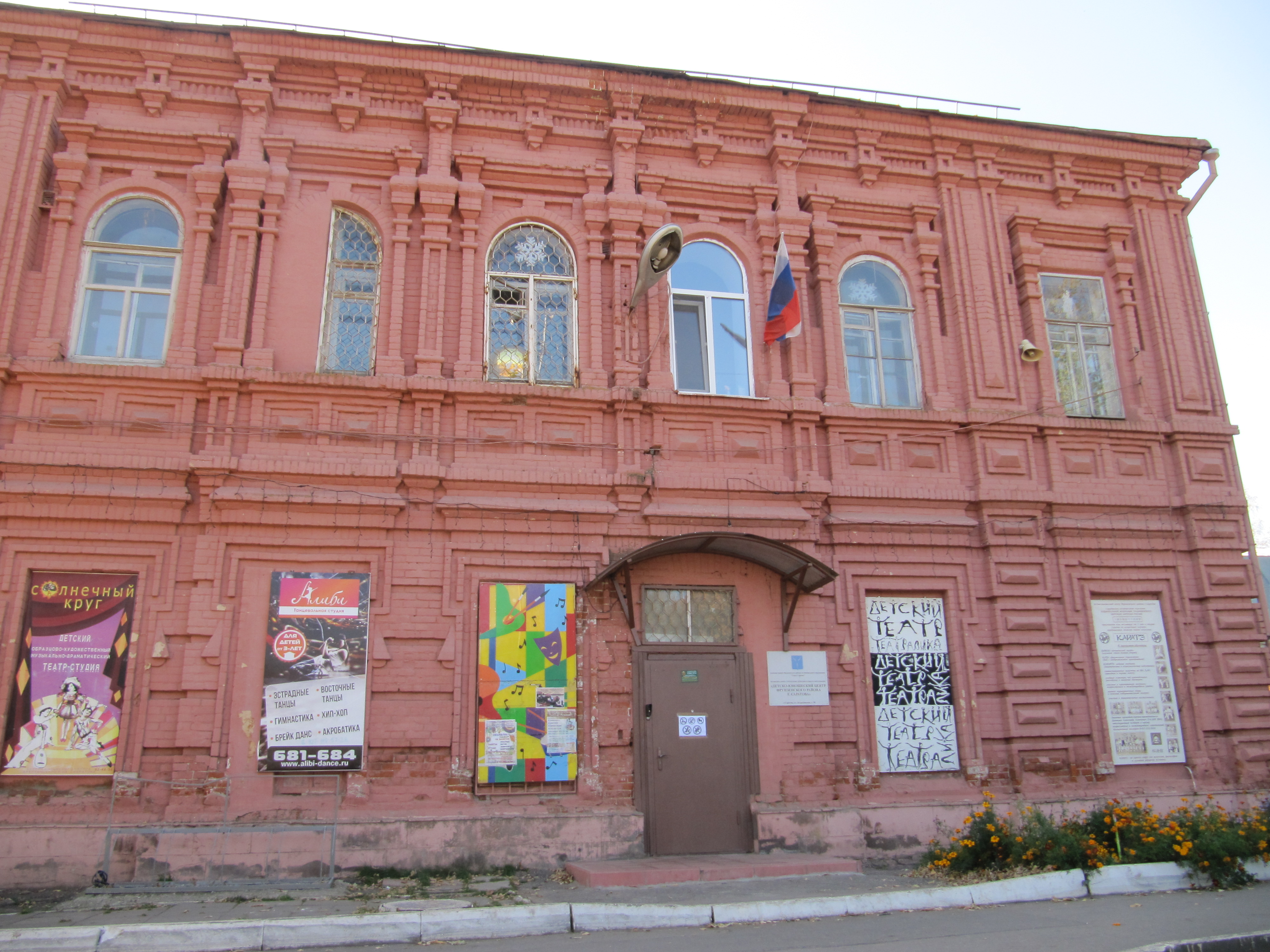
Детско-юношеский центр Фрунзенского района
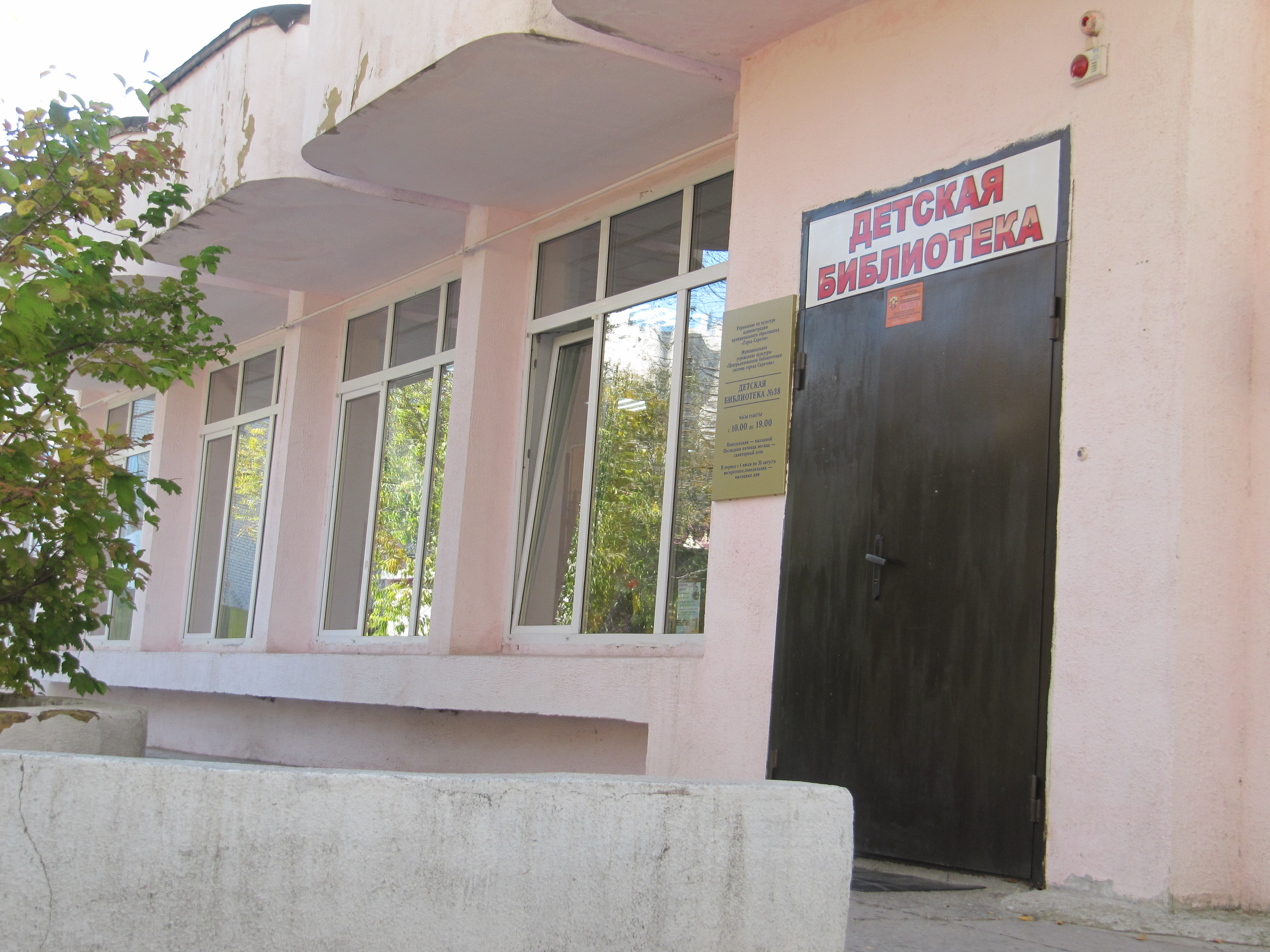
Детская библиотека
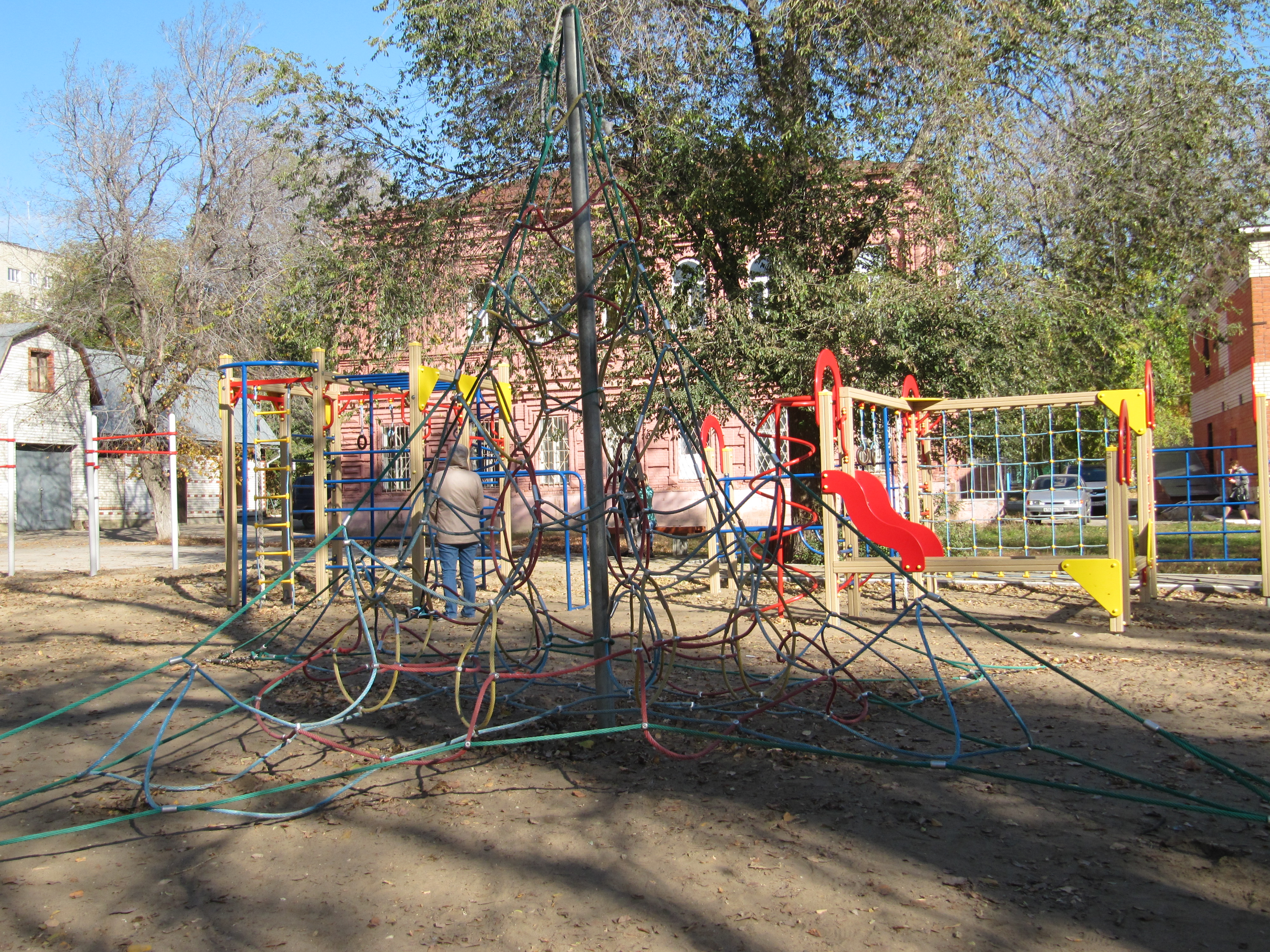
Спортивная площадка
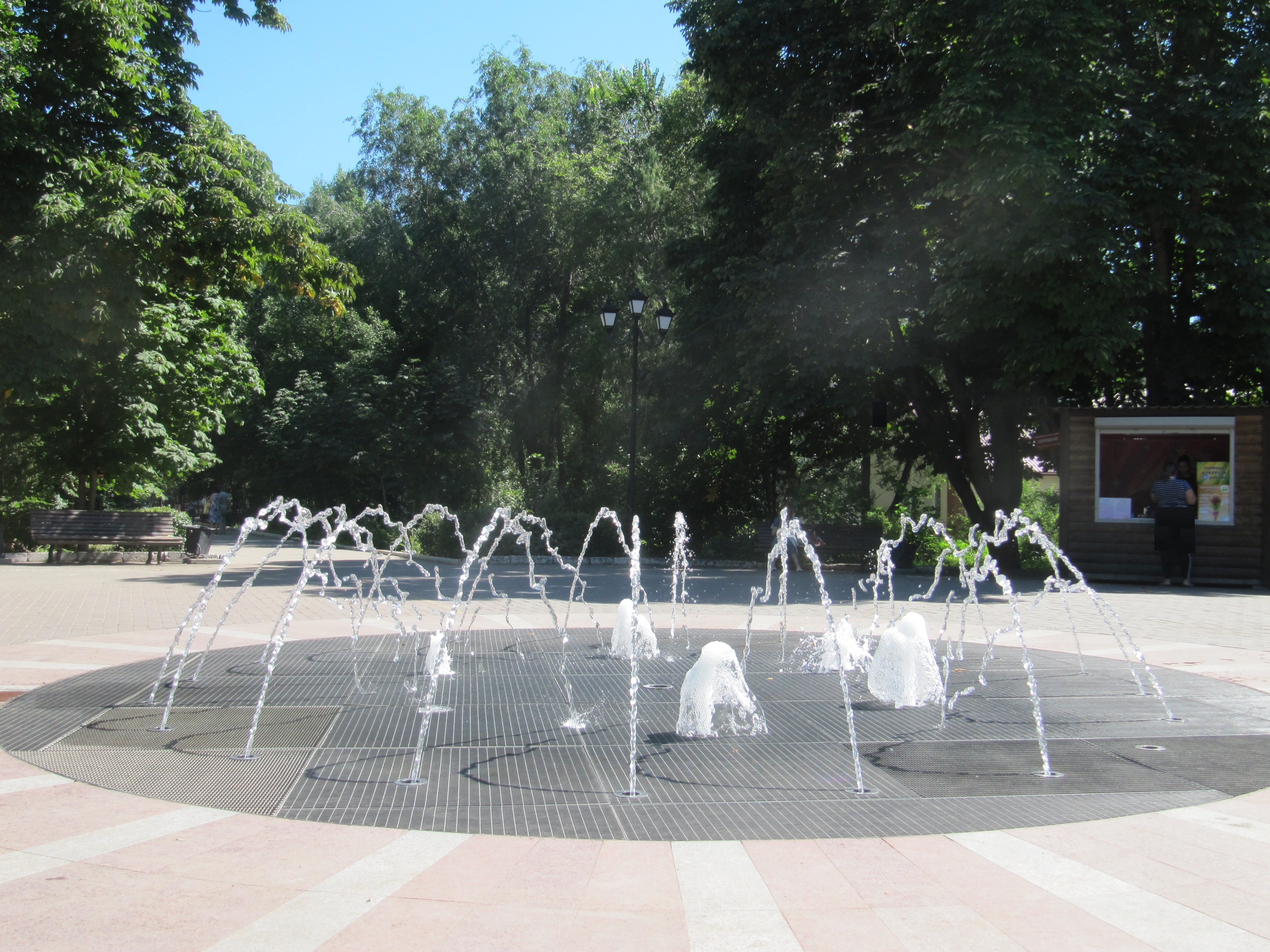
Фонтан в центре Детского парка
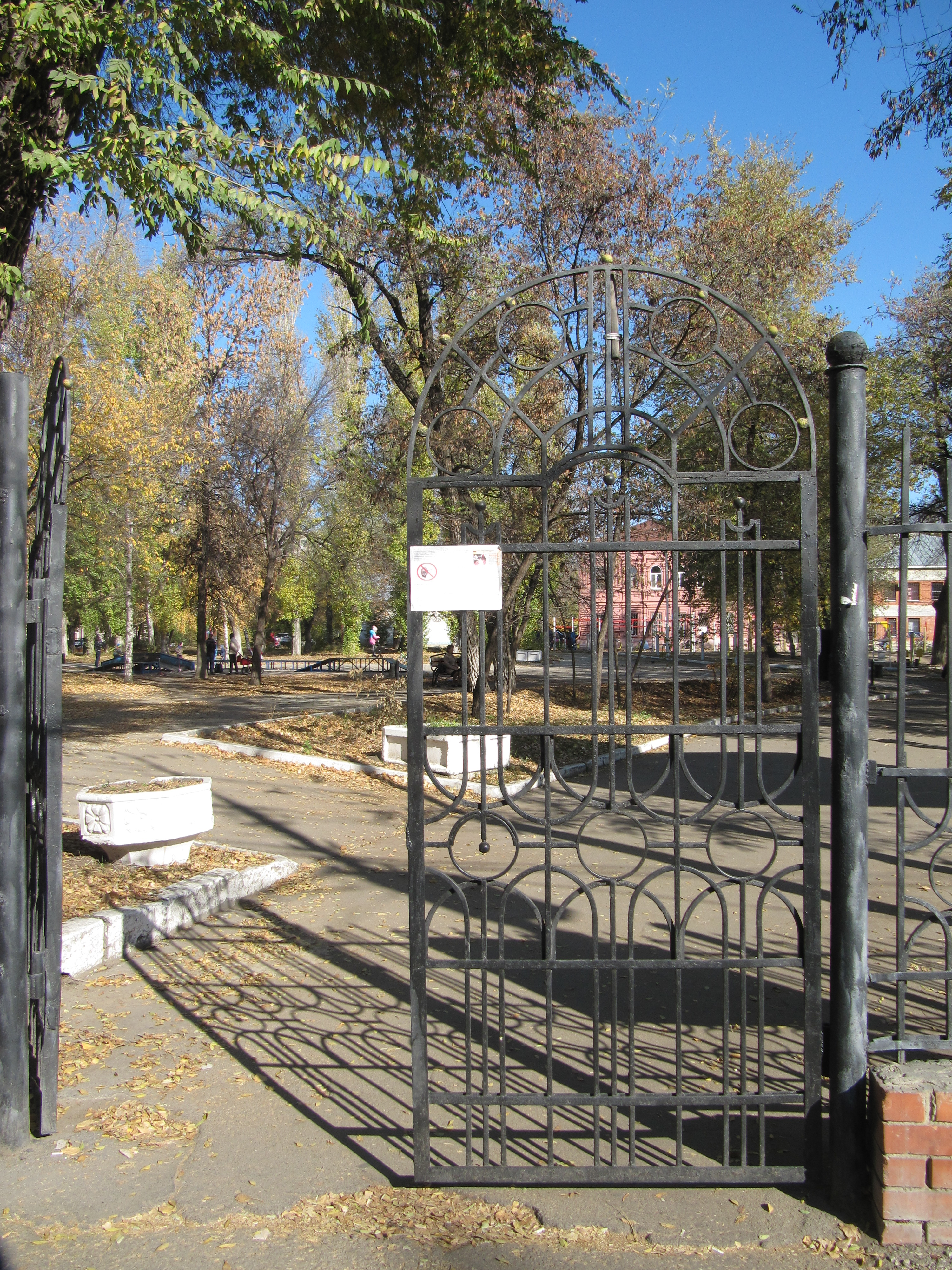
Ворота с ул. Рабочая
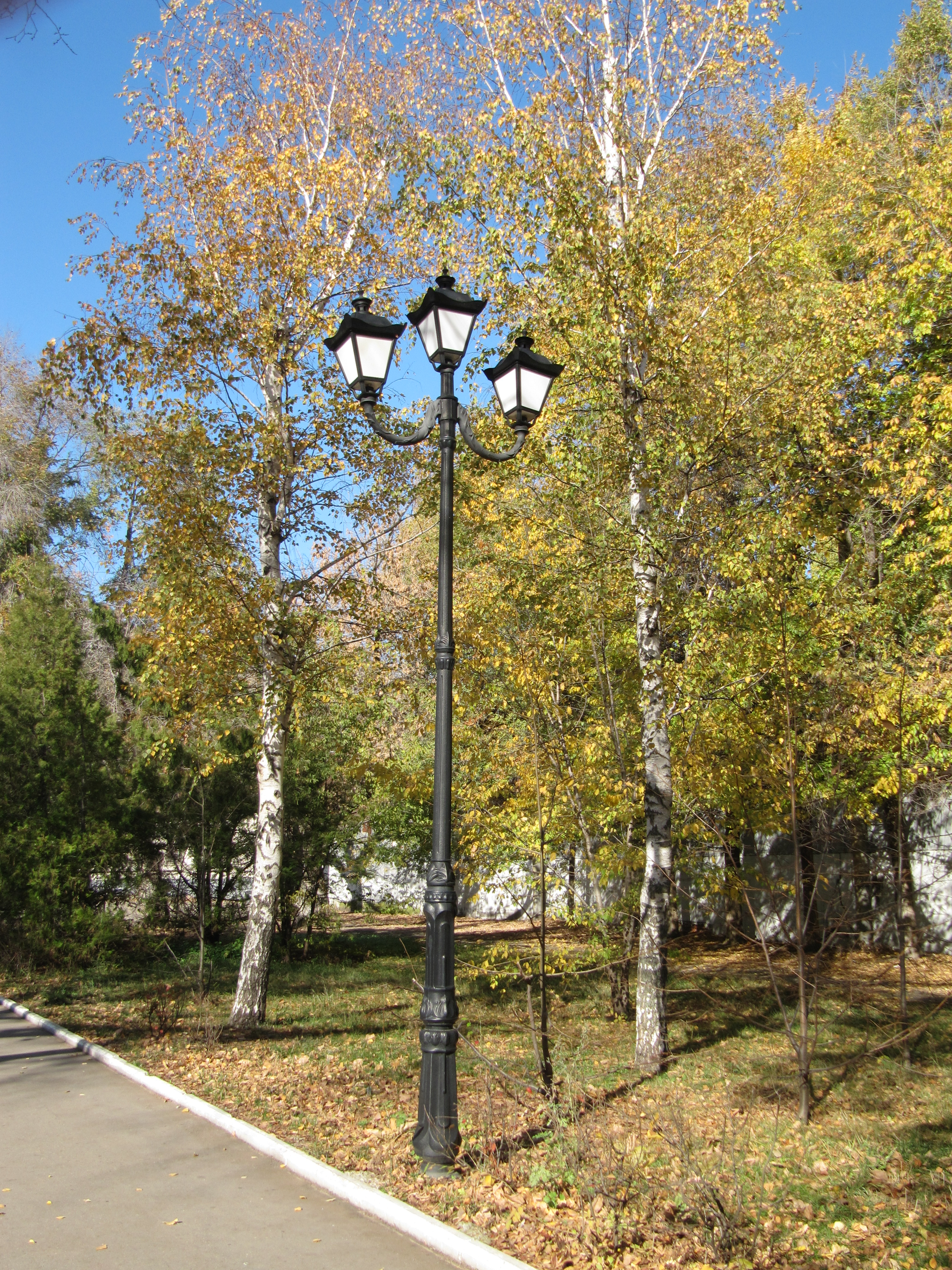
Фонарь и берёзки
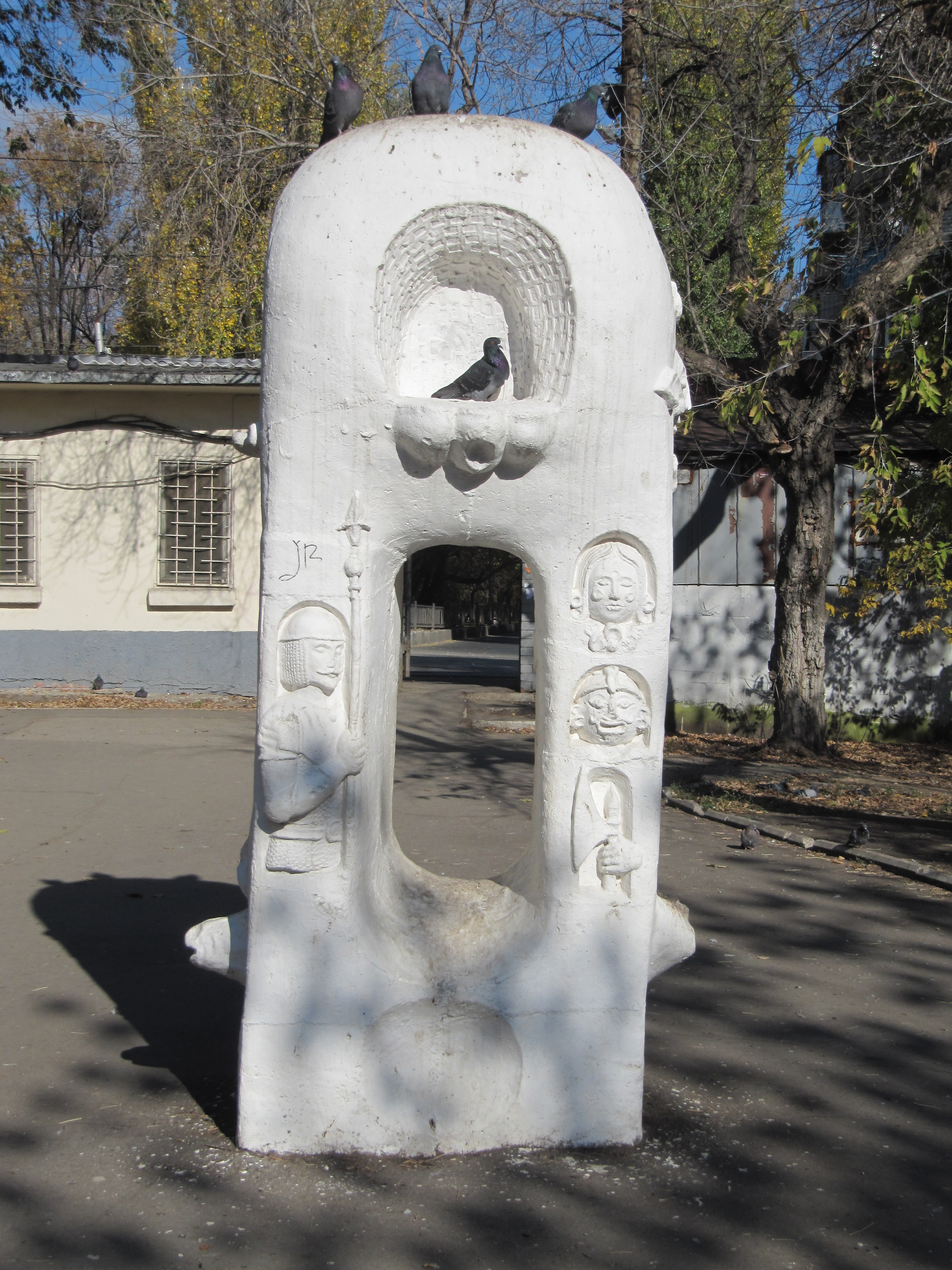
Вход с ул. Астраханская
Позвони маме
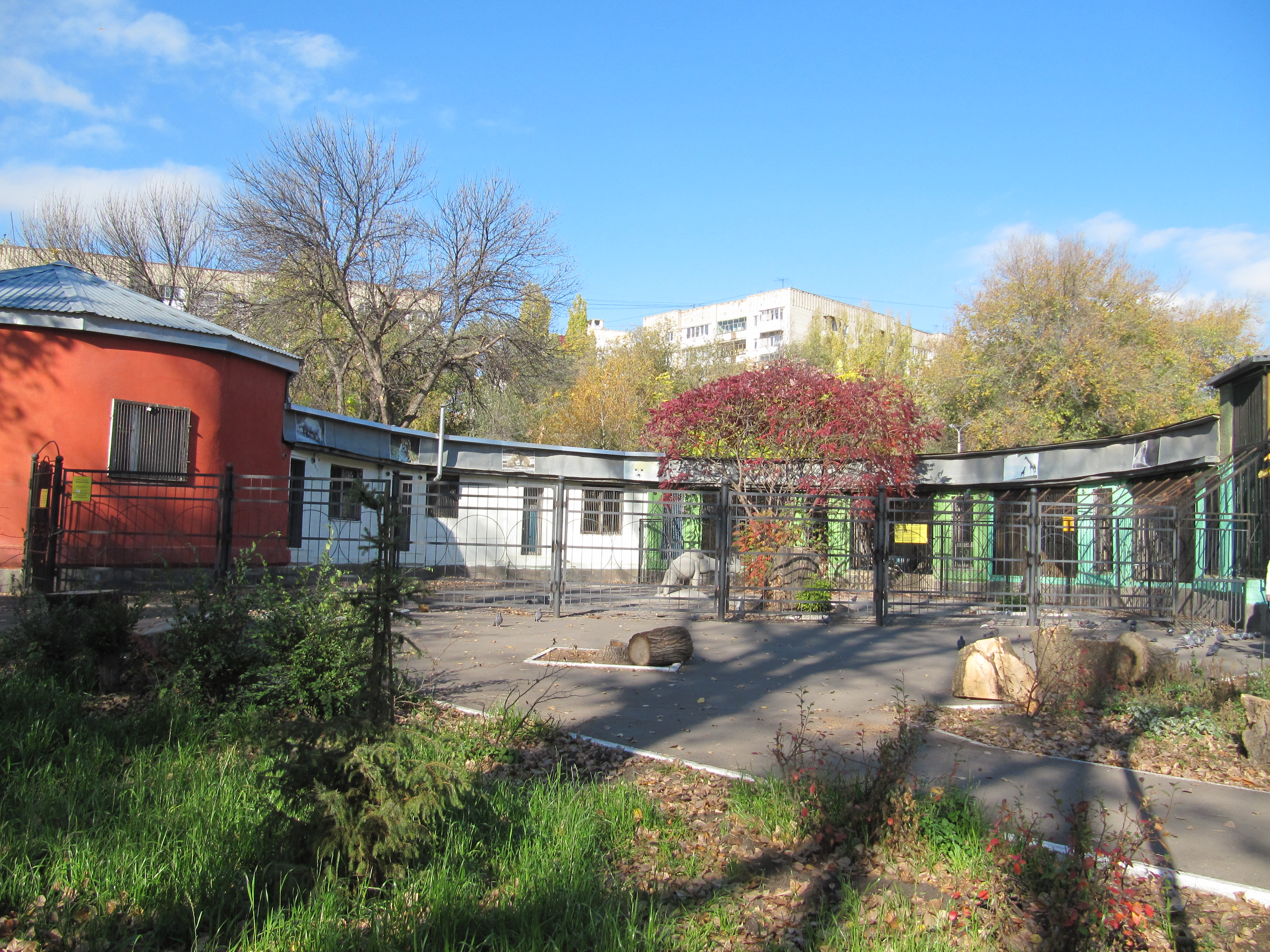
Зверинец
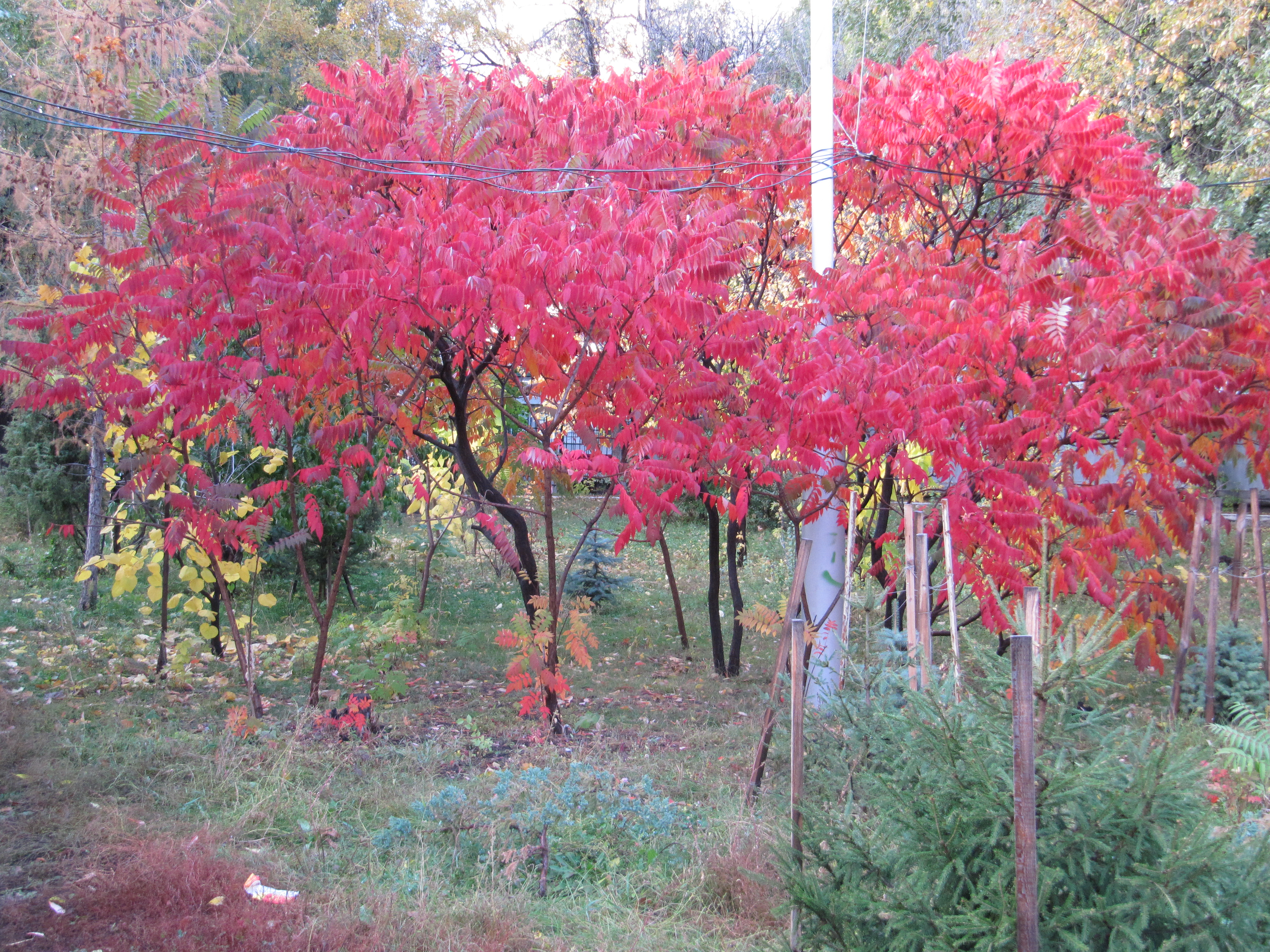
Осень
Парк Детский ограда
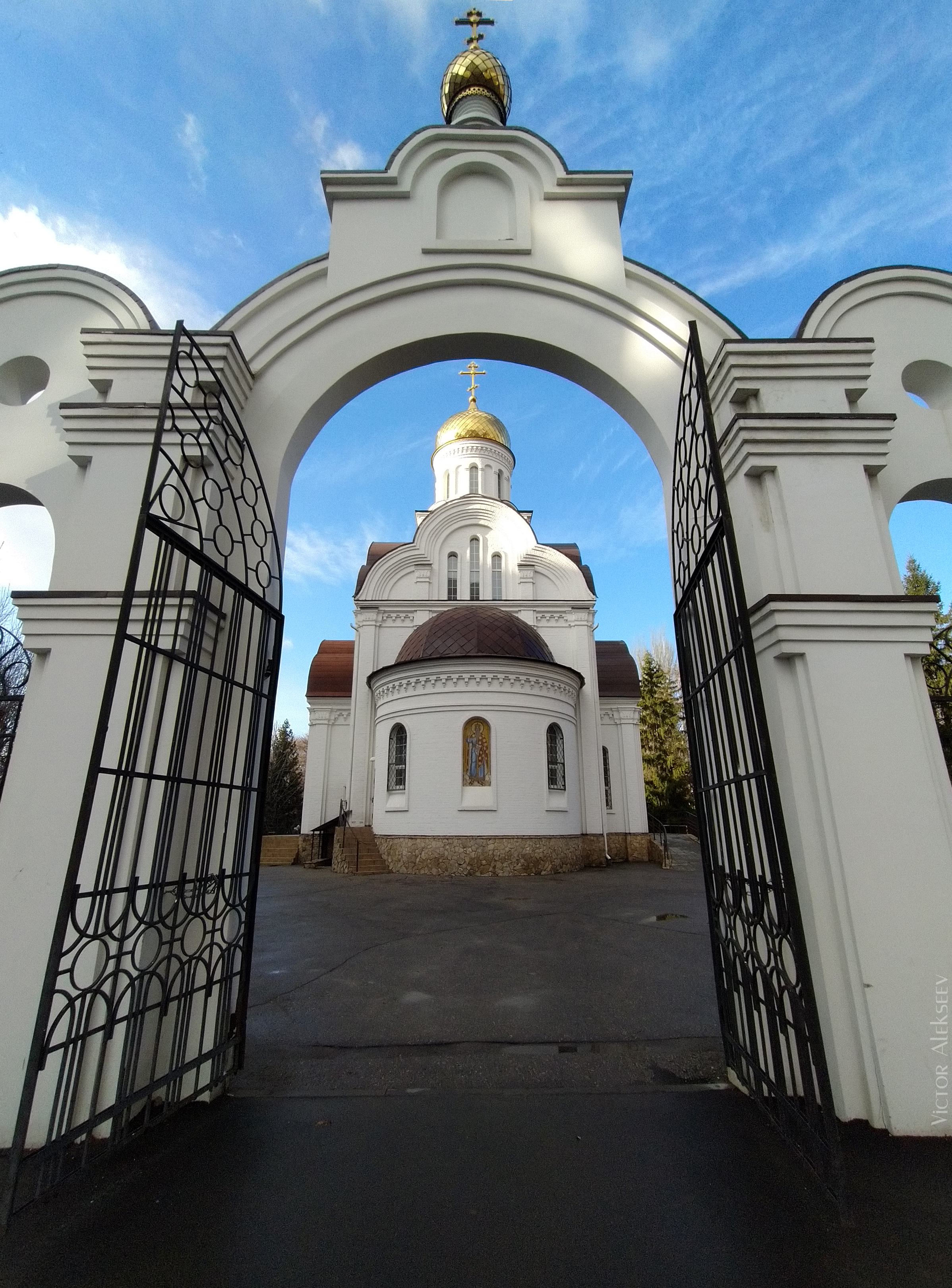
Храм во имя Святого равноапостольного великого князя Владимира
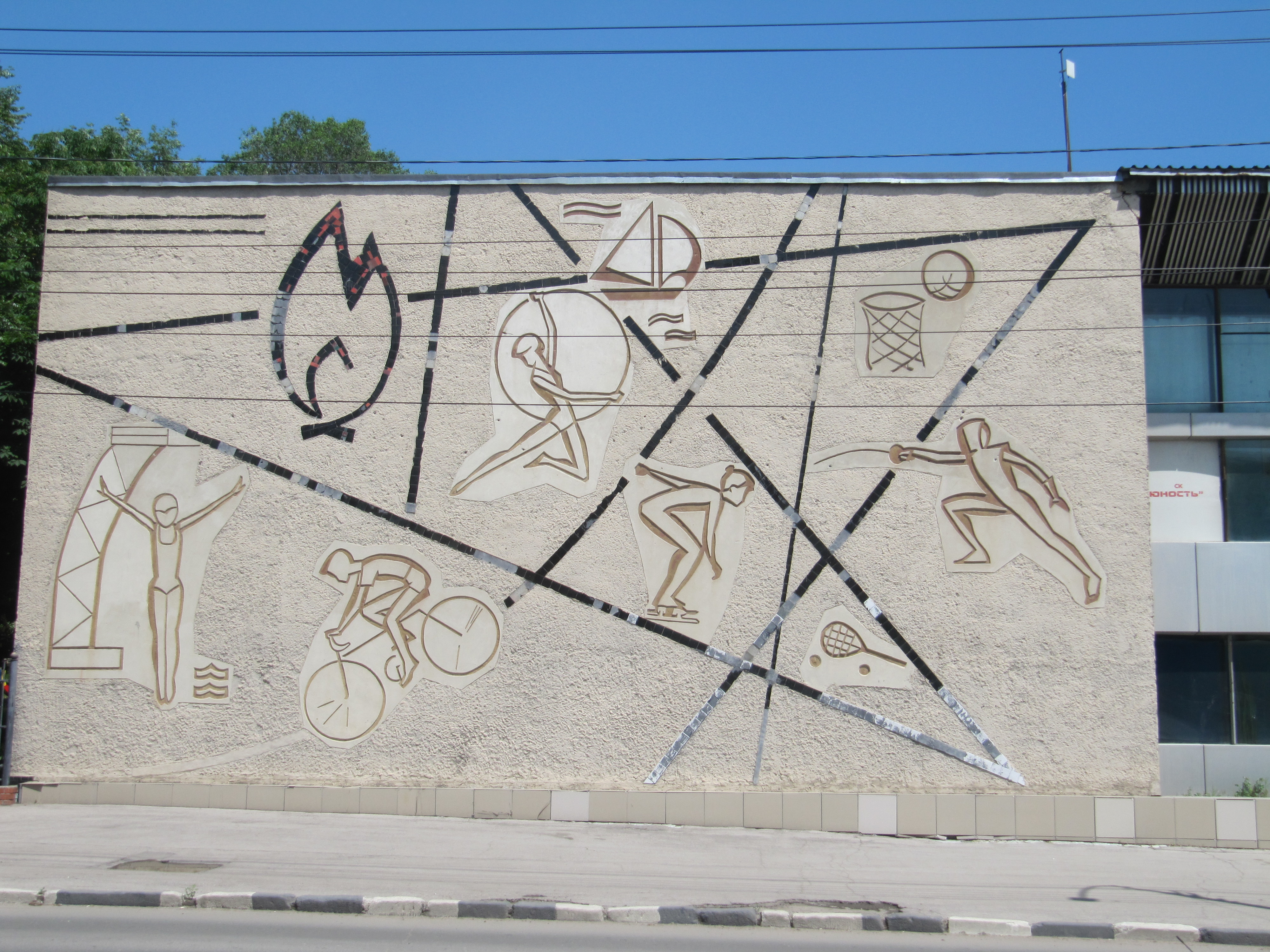
Юность Спортивный комплекс
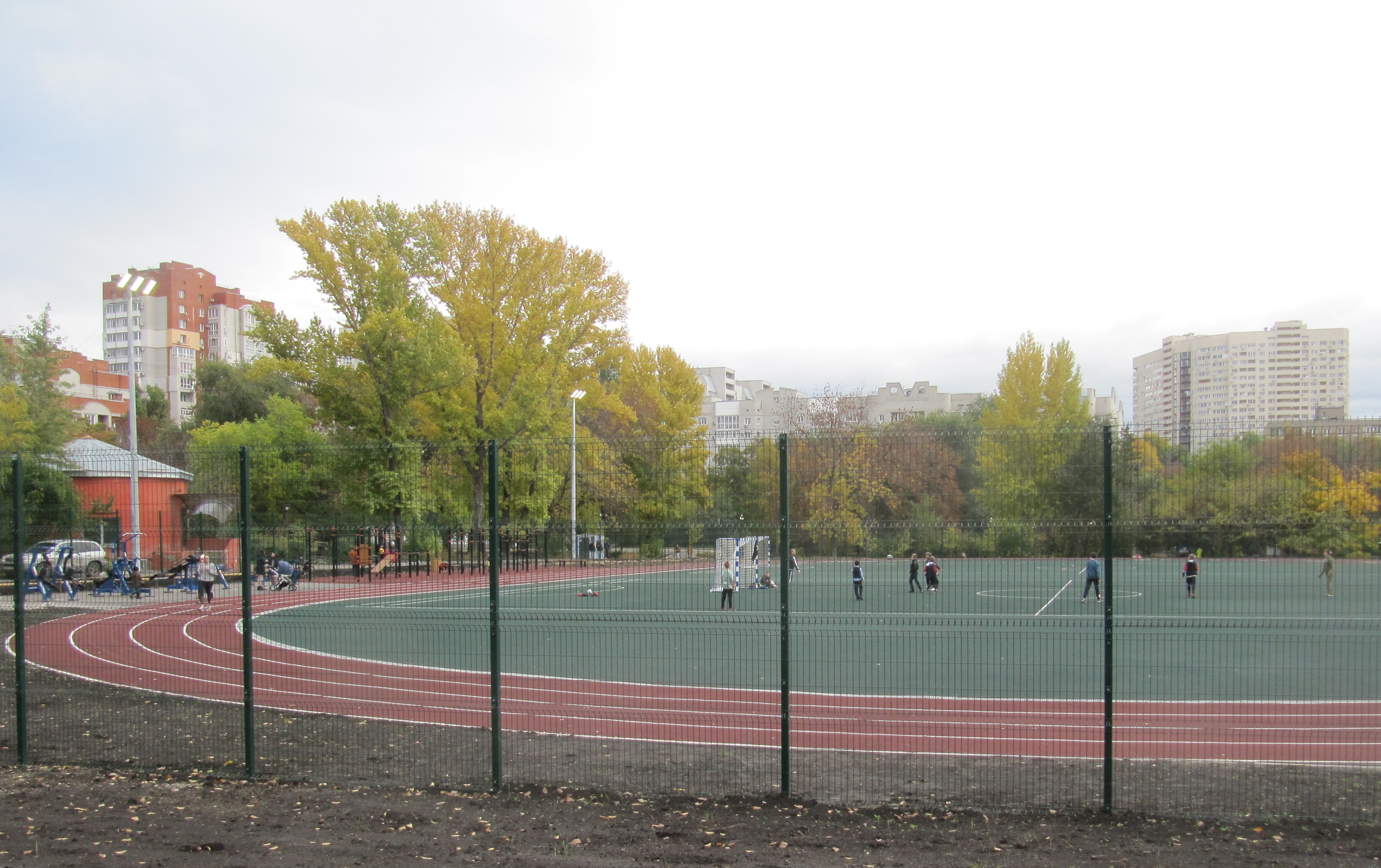
Детский парк стадион фото 1
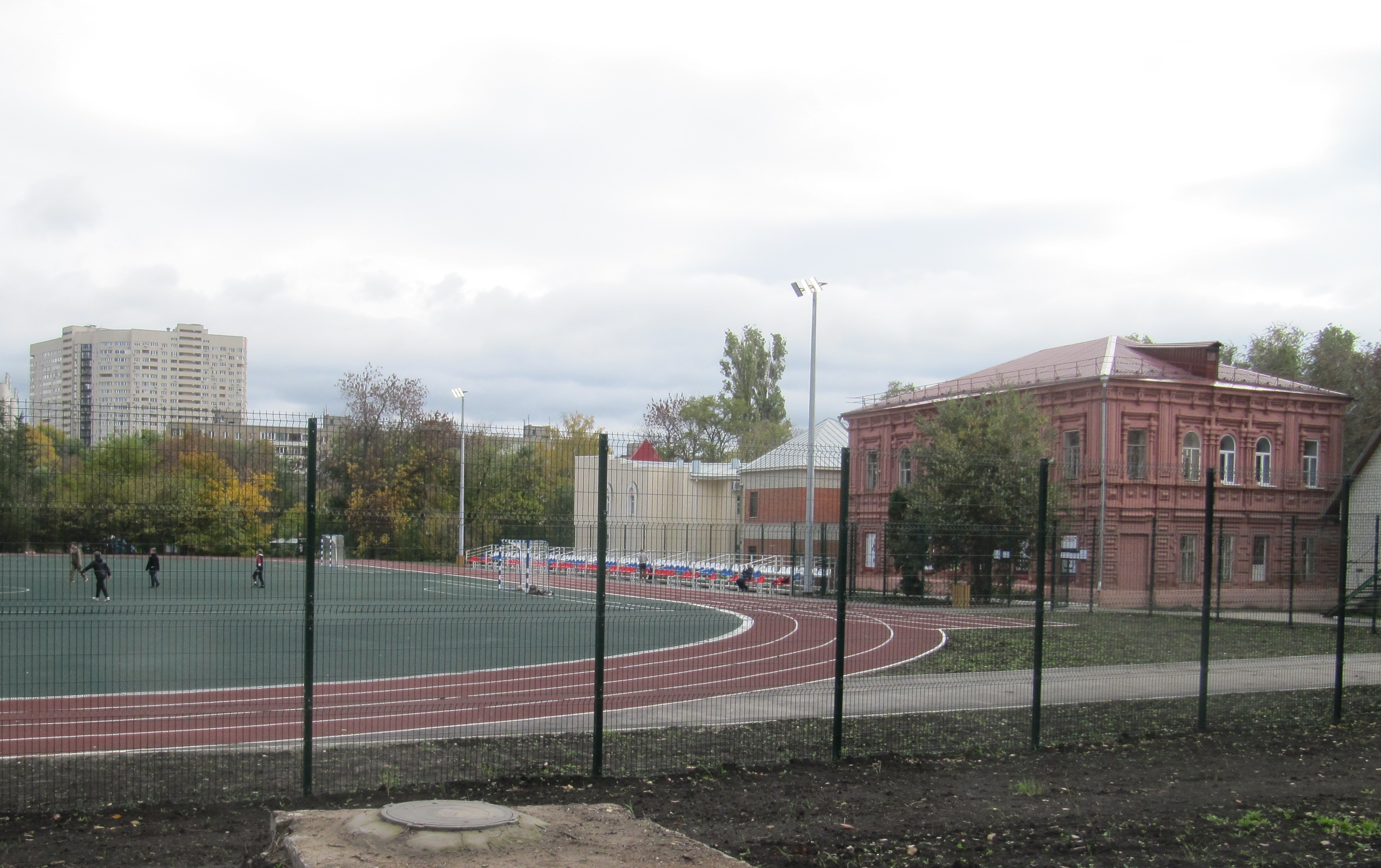
Детский парк стадион фото 2
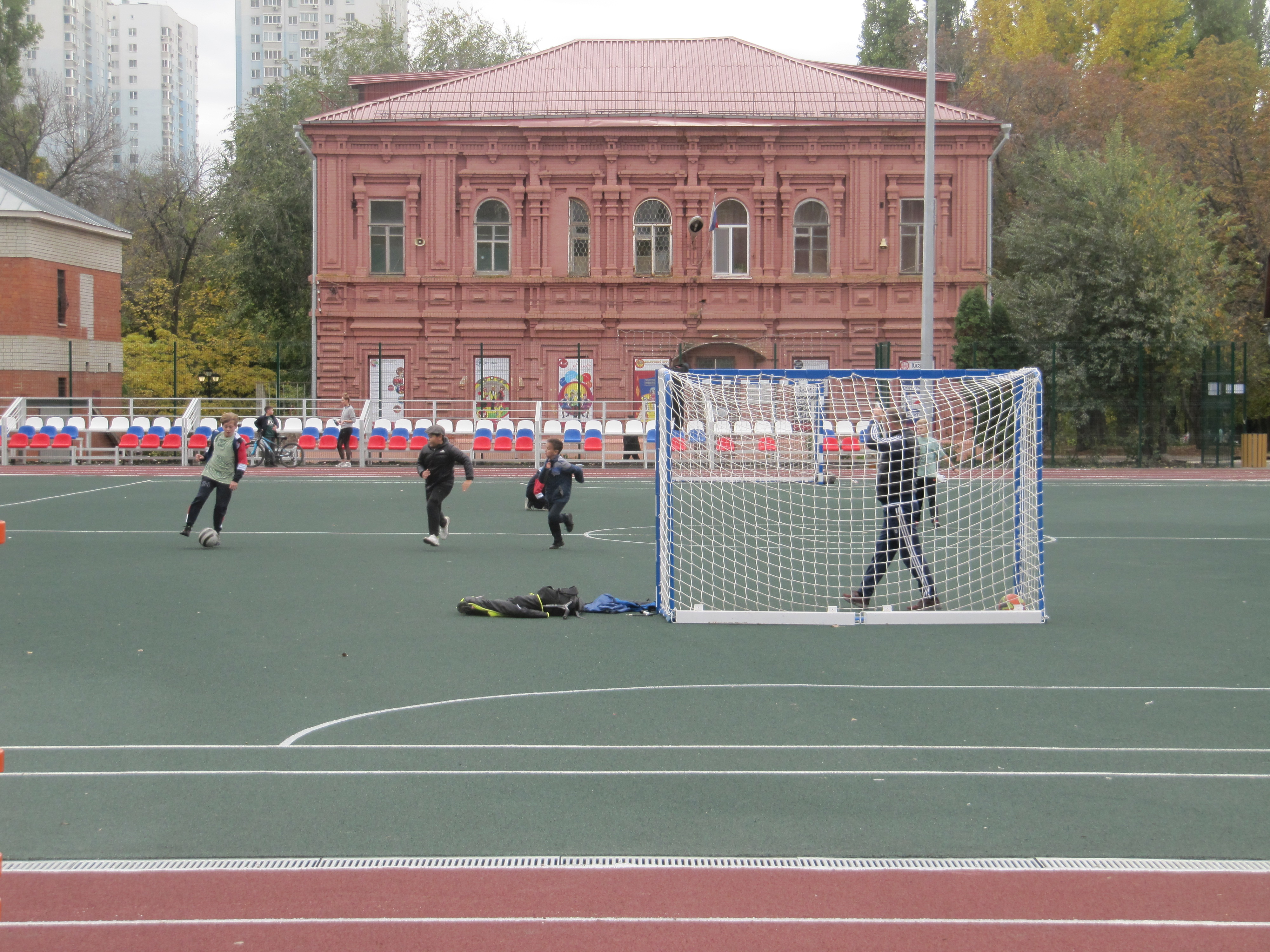
Футбол на обновлённом стадионе Детского парка